# Kurt Bürger (Politiker)

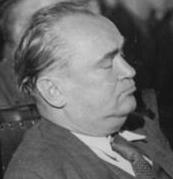
Kurt Bürger (1949)

Kurt Bürger, eigentlich Karl Wilhelm Ganz (* 27. August 1894 in Karlsruhe; † 28. Juli 1951 in Schwerin) war ein deutscher Politiker und kurzzeitig Ministerpräsident von Mecklenburg. Er benutzte zeitweilig die Pseudonyme Curt Bürger, Kurt Krüger oder Lukas.

## Leben
Als Sohn eines Metallarbeiters besuchte er bis 1908 die Volksschule in Karlsruhe, Bietigheim und Baden-Baden. Von 1908 bis  1911 absolvierte er eine Ausbildung zum Schlosser und arbeitete von 1911 bis 1913 bis zur Einberufung zum Militärdienst 1914 als Schlosser in München.
Von 1913 bis 1914 war er auf Wanderschaft durch Deutschland. Von 1914 bis 1917 leistete er Militärdienst. 1917 wurde er schwer verwundet und als zu 50 Prozent wehruntauglich entlassen.
Bürger trat 1912 in die Sozialdemokratische Partei und in den Deutschen Metallarbeiter-Verband (DMV) ein. Er nahm 1916 im Lazarett erste Verbindungen zu Sozialdemokraten auf, die zur Burgfriedenspolitik der sozialdemokratischen Führung in Opposition standen. Von 1917 bis 1919 arbeitete er als Schlosser im Munitionsbetrieb Deckel in München, in dem er zum Mitglied und später zum Vorsitzenden des Betriebsausschusses gewählt wurde. Er gehörte auch der Bezirksleitung der DMV in München an.
Im Januar 1918 war er einer der Organisatoren des Rüstungsarbeiterstreiks in München. Im November 1918 war er Mitglied des Arbeiterrates in München. Als Gegner der Politik der sozialdemokratischen Führer trat er im Dezember 1918 aus der SPD aus. Anfang 1919 war er Mitbegründer der KPD in Bayern. Im April/Mai 1919 nahm er als Kommandeur einer Abteilung der Roten Armee der Bayerischen Räterepublik an deren Verteidigung teil.
Nach deren Niederschlagung wurde er von einem Standgericht zu vier Jahren Zuchthaus verurteilt, die er bis 1923 in Einzelhaft in der Justizvollzugsanstalt Straubing verbüßte. Danach arbeitete er bis Dezember 1923 als Schlosser in München, wurde dann wegen politischer und gewerkschaftlicher Tätigkeit entlassen und übernahm Anfang 1924 die Leitung des Unterbezirks München der illegalen KPD. Nach einer mehrmonatigen Gefängnishaft im Jahre 1924 in der Justizvollzugsanstalt Stadelheim wegen illegaler Fortführung der Tätigkeit für die KPD war Bürger von 1924 bis 1927 in der Bezirksleitung Südbayern der KPD tätig. Von 1927 bis 1929 arbeitete er zunächst als Volontär, später als politischer Redakteur bei der Hamburger Volkszeitung.
Im Mai 1928 verurteilte ihn das Reichsgericht wegen antimilitaristischer Tätigkeit unter Angehörigen der Reichswehr und der Polizei zu einem Jahr Festungshaft. Er nahm am 12. Parteitag der KPD 1929 teil. Von 1929 bis 1933 arbeitete er im Apparat des Zentralkomitees (ZK) der KPD. Nach Errichtung der NS-Diktatur leitete Bürger zunächst den Kurier- und Verbindungsdienst des ZK und arbeitete dann unter dem Pseudonym Lukas und Kurt Krüger als Instrukteur in den Bezirken Halle, Königsberg, Danzig und Stettin. 1933 erhielt er das Pseudonym Kurt Bürger, das er bis zu seinem Tode beibehielt.
Im Dezember 1933 emigrierte Bürger auf Beschluss des ZK der KPD in die Sowjetunion. Bis 1934 war er Mitarbeiter des Exekutivkomitees der Kommunistischen Internationale als stellvertretender Leiter der Organisationsabteilung für Mitteleuropa. Von 1934 bis 1936 arbeitete er in der Roten Gewerkschaftsinternationale (Profintern) als stellvertretender Leiter der Presseabteilung und als Gehilfe des Generalsekretärs. Von 1936 bis 1937 nahm er als Kommandeur im Stab der Internationalen Brigade in Albacete am Spanischen Bürgerkrieg teil.

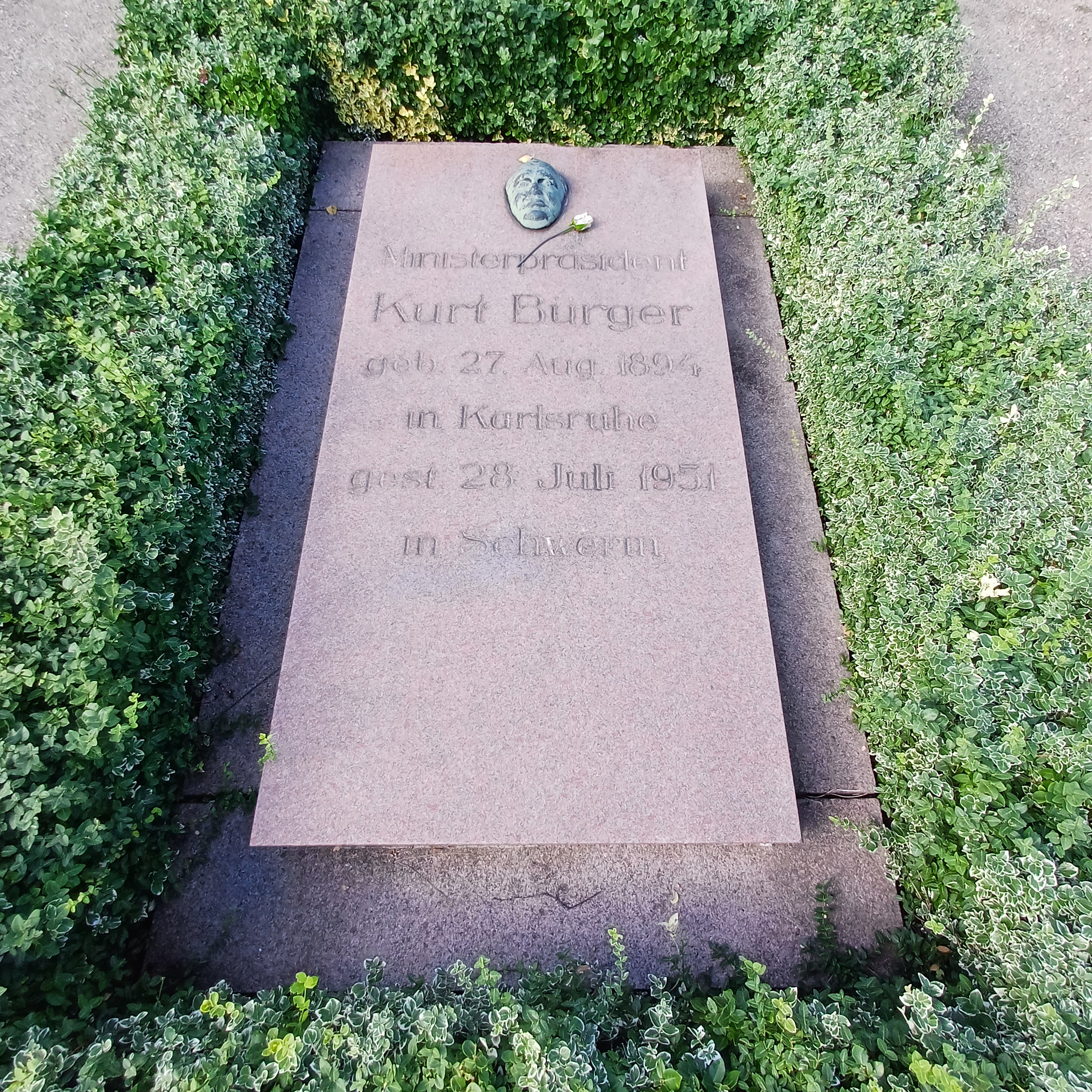
Grab auf dem Friedhof der Opfer des Faschismus, Schwerin

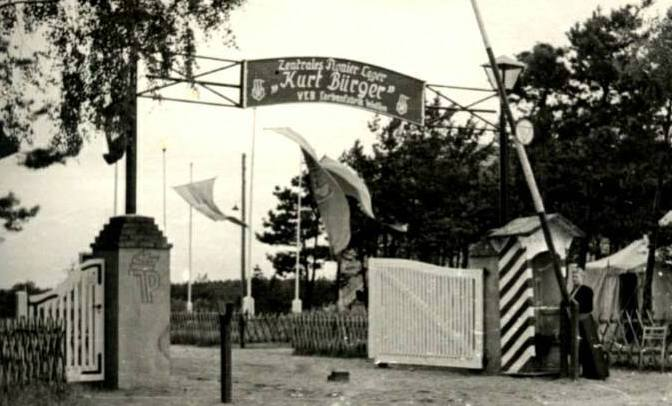
Zentrales Pionierlager „Kurt Bürger“ des VEB Filmfabrik Wolfen

Er half bei der Aufstellung des Edgar André-Bataillons, kämpfte als Politkommissar des Bataillons bei Madrid und als Kommissar beim Stab der Internationalen Brigaden in Albacete. Er beteiligte sich an der Aufstellung der XIII. Internationalen Brigade (Dombrowski). Schwer erkrankt kam er 1937 nach Paris und kehrte 1938 in die Sowjetunion zurück. Nach seiner Genesung arbeitete er bis 1939 als Redakteur der Deutschen Zeitung, die von der Redaktion der Prawda in Moskau herausgegeben wurde.
Bis 1941 war er als Oberlehrer am Sprachinstitut Moskau tätig. Von 1941 bis 1945 leistete er als Instrukteur in deutschen Kriegsgefangenenlagern Aufklärungsarbeit.
1945 kehrte Bürger mit der von Gustav Sobottka geleiteten Gruppe der Beauftragten des ZK der KPD am 6. Mai nach Deutschland zurück. Er wurde im Dezember 1945 Landesvorsitzender der KPD für Mecklenburg-Vorpommern bzw. Mecklenburg und wirkte bei der Durchführung der Bodenreform mit. Er gehörte zu den Unterzeichnern der Entschließung der gemeinsamen Konferenz des ZK der KPD und des Zentralausschusses der SPD mit Vertretern des Bezirks (erste Sechziger-Konferenz vom 20. Dezember/21. Dezember 1945).
Bürger nahm am 15. Parteitag der KPD 1946, am Vereinigungsparteitag von KPD und SPD 1946 sowie am II. Parteitag 1947, an der 1. Parteikonferenz 1949 und am III. Parteitag der SED 1950 teil. 1946 wurde Mitglied des Parteivorstandes der SED und SED-Fraktionsvorsitzender im Landtag von Mecklenburg. Von 1946 bis 1951 war er Vorsitzender des Landesvorstandes (bis 1948 gemeinsam mit Carl Moltmann) bzw. 1. Sekretär der Landesleitung Mecklenburg.
Bürger war ab 1946 Mitglied des Landtags von Mecklenburg-Vorpommern und dort Vorsitzender des Rechtsausschusses. 1949 wurde er Abgeordneter der Provisorischen Volkskammer und 1950 Mitglied des Nationalrats der Nationalen Front. Am 19. Juli 1951 wurde Bürger als Nachfolger von Wilhelm Höcker zum Ministerpräsidenten des Landes Mecklenburg gewählt. Bereits neun Tage später erlag er den Folgen eines Herzversagens.
Sein Grab befindet sich auf dem Schweriner Friedhof der Opfer des Faschismus, wo es in der Friedhofsmitte den Mittelpunkt eines Grabfeldes für 397 VdN-Angehörige (Verfolgte des Naziregimes) und deren Ehepartner bildet.

## Ehrungen in der DDR

### Bürger als Namensgeber
Am 20./21. September 1952 wurde in Wismar das Kurt-Bürger-Stadion eingeweiht. Dort trägt der FC Anker Wismar seine Heimspiele aus. Es gab in Warnemünde die Betriebsschule der Warnowwerft, die Kurt Bürger Betriebsschule hieß, des Weiteren gab es in der DDR einige allgemeinbildende Schulen die seinen Namen trugen, wie die „Kurt-Bürger Oberschule“ Reinkenhagen, im heutigen Kreis Vorpommern-Rügen. Im Ostseebad Ahlbeck war ein FDGB-Erholungsheim nach Kurt Bürger benannt.
In Boizenburg/Elbe trug die Fliesenfabrik für Jahrzehnte den Namen „Kurt Bürger“. Auch das Kombinat Fliesen und Sanitärkeramik, dessen Stammbetrieb das Boizenburger Werk war, trug den Namen Bürgers. Das bemerkenswerte, solitär stehende Kantinengebäude des Fliesenwerkes und das „Kulti“ genannte Kulturhaus, das abgebrannt ist, trugen ebenfalls seinen Namen. Auch das Kulturhaus und das Pionierlager am Eichberg in Parchim trugen den Namen „Kurt Bürger“. Eine größere Seniorenwohnanlage auf dem Gelände bezieht sich mit ihrem Namen „Am Kurt Bürger“ auf das ehemalige Kulturhaus.

### Briefmarke
Die Deutsche Post der DDR gab 1974 zu seinen Ehren eine Sondermarke in der Serie Persönlichkeiten der deutschen Arbeiterbewegung heraus.

### Darstellung in der bildenden Kunst
- Stefan Thomas: Porträt Kurt Bürger (1969, Porträtbüste, Gips für Bronze)